# ارتباط جانوران
ارتباط جانوران یا ارتباط میان جانوران (به انگلیسی: Animal communication) از راه‌های گوناگونی همچون صدا، حس چشایی، بساوایی، محرک‌های الکتریکی یا آمیزه‌ای از آن‌ها بهر انتقال اطلاعات از جانوری به جانور دیگر یا اثرگذاری بر گروهی از جانوران انجام می‌پذیرد. اهمیت بررسی ارتباط‌های جانوران در آن است که با موضوع‌های مختلفی در پیوند است؛ برای نمونه این موضوع به رشته‌های مختلفی از زیست‌شناسی همچون تکامل، بوم‌شناسی و ژنتیک جمعیت مربوط می‌شود.